# Erio Castellucci

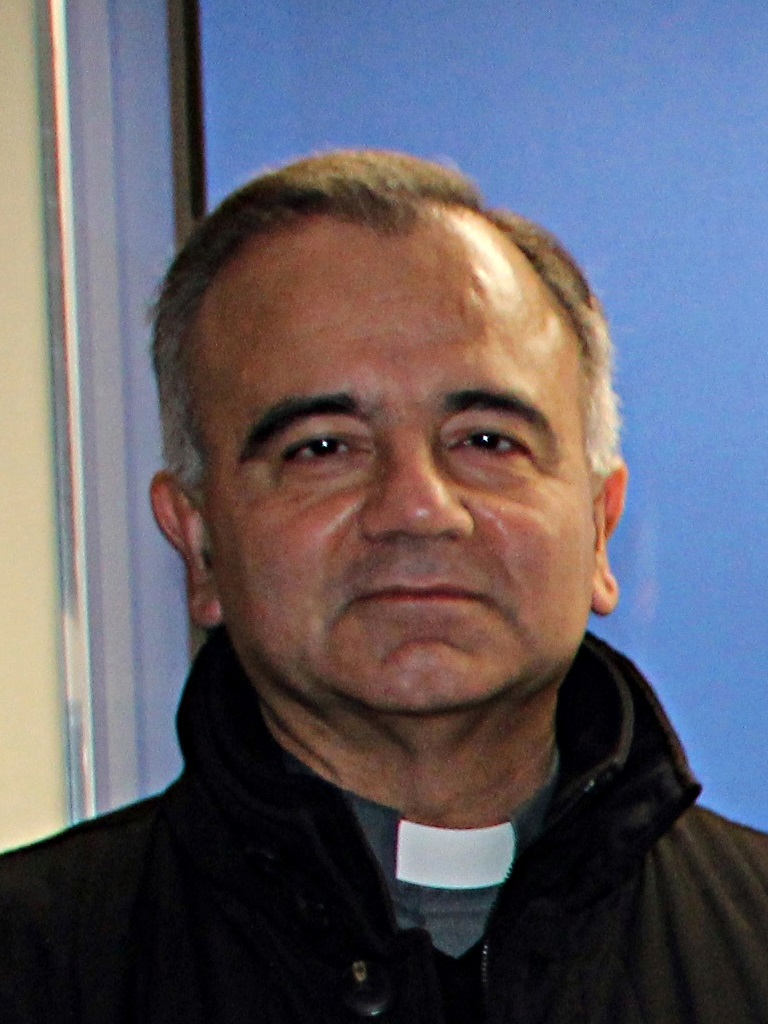
Erio Castellucci (2019)

Erzbischofswappen von Erio Castellucci

Erio Castellucci (* 8. Juli 1960 in Forlì) ist ein italienischer römisch-katholischer Geistlicher und Erzbischof von Modena-Nonantola sowie Bischof von Carpi.

## Leben
Erio Castellucci studierte am Päpstlichen Regionalseminar Benedetto XIV in Bologna sowie der Päpstlichen Universität Gregoriana in Rom. Er empfing am 5. Mai 1984 die Priesterweihe für das Bistum Forlì-Bertinoro. In den folgenden Jahren wirkte er zunächst als Gemeindepfarrer, ehe er ab 1988 verschiedene Positionen im Bildungs- und Jugendbereich der Diözese Forlì-Bertinoro übernahm. Ab 2005 lehrte Castellucci Theologie an der Theologischen Fakultät der Emilia-Romagna, deren Dekan er von 2005 bis 2009 war. Anschließend wurde er Bischofsvikar für die Bereiche Schule, Jugend und Familie.
Am 3. Juni 2015 ernannte ihn Papst Franziskus zum Erzbischof von Modena-Nonantola. Die Bischofsweihe spendete ihm der Bischof von Forlì-Bertinoro, Lino Pizzi, am 12. September desselben Jahres. Mitkonsekratoren waren der Altbischof von Forlì-Bertinoro, Vincenzo Zarri, und der Bischof von Parma, Enrico Solmi. Die Amtseinführung im Erzbistum Modena-Nonantola fand am nächsten Tag statt.
Am 1. April 2017 berief ihn Papst Franziskus zum Konsultor der Kongregation für den Klerus. Seit 26. Juni 2019 war Castellucci zusätzlich Apostolischer Administrator des vakanten Bistums Carpi. Papst Franziskus vereinigte das Erzbistum Modena-Nonantola am 7. Dezember 2020 in persona episcopi mit dem Bistum Carpi, zu dessen Bischof Erio Castellucci gleichzeitig ernannt wurde. Die Amtseinführung in Carpi erfolgte am 1. Januar 2021.
In der Italienischen Bischofskonferenz ist Erio Castellucci seit Mai 2018 Präsident der Kommission für Glaubenslehre und Katechese. Im Mai 2021 wurde er zum Vizepräsidenten der italienischen Bischofskonferenz gewählt. Am 4. Juni 2021 berief ihn Papst Franziskus zudem zum Konsultor der Bischofssynode.
Erio Castellucci ist Großoffizier des Ritterorden vom Heiligen Grab zu Jerusalem und engagiert sich in der Statthalterei für Norditalien.